# Pamětní medaile 6. střeleckého pluku hanáckého
Pamětní medaile 6. střeleckého pluku hanáckého, je pamětní medaile, která byla založena v průběhu roku 1947 při armádních oslavách zformování jednotky na Rusi a 30. výročí pluku. Pojmenována byla po 6. československém střeleckém pluku „Hanáckém“.
Medaile je ražena z bronzu a jejím autorem je medailér J. Mayer, předávala se v papírové krabičce s udělovacím dekretem.